# Rink Cornelisse
Rink Cornelisse (Amsterdam, 27 april 1947) var en Nederlandsk cykelrytter. Han er en yngre bror til den tidligere professionelle cykelrytter og tidligere Ol-deltager, Henk Cornelisse og farbror Michel Cornelisse.
Cornelisse kørte som amatør i holdet af Joop Zoetemelk, før han blev kendt i det professionelle circuit. På grund af en kraftig fald i hans sidste år som amatør, knuste Cornelisse hans kraveben, hvilket gjorde at hans karriere kun kortvarig var, og aldrig har vundet noget.
| Sport | Spire Denne artikel om sport er en spire som bør udbygges. Du er velkommen til at hjælpe Wikipedia ved at udvide den. |